# Jon Gillies
Jonathan Bruce „Jon“ Gillies (* 22. Januar 1994 in Concord, New Hampshire) ist ein US-amerikanischer Eishockeytorwart, der seit März 2025 bei den Orlando Solar Bears aus der ECHL unter Vertrag steht. Zuvor absolvierte Gillies unter anderem 35 Spiele für die Calgary Flames, St. Louis Blues, New Jersey Devils und Columbus Blue Jackets in der National Hockey League (NHL). Sein Vater Bruce Gillies schaffte es als Torhüter ebenfalls in den Profibereich und bestritt gegen Ende der 1980er-Jahre knapp 30 Partien in der International Hockey League (IHL) und American Hockey League (AHL).

## Karriere
Jon Gillies wurde in Concord geboren und wuchs in South Portland im Bundesstaat Maine auf. In seiner Jugend besuchte er die Salisbury School in Connecticut und lief für deren Eishockeyteam in einer regionalen High-School-Liga auf, ehe er zur Saison 2010/11 zu den Indiana Ice in die United States Hockey League (USHL) wechselte. In der ranghöchsten Juniorenliga der USA fungierte er vorerst als zweiter Torhüter hinter Casey DeSmith, bevor er sich zur Spielzeit 2011/12 im Tor der Ice etablierte und anschließend im NHL Entry Draft 2012 an 75. Position von den Calgary Flames berücksichtigt wurde.
Zum Herbst 2012 schrieb sich Gillies am Providence College ein und nahm mit deren Friars am Spielbetrieb der Hockey East teil, einer Liga innerhalb der National Collegiate Athletic Association (NCAA). Als Freshman verzeichnete er sechs Shutouts und eine Fangquote von 93,1 %, sodass er sowohl von der Hockey East als auch von der gesamten NCAA als Rookie des Jahres geehrt wurde. Zudem berief man den US-Amerikaner ins First All-Star Team und ins All-Rookie Team der Hockey East. Diese Statistiken bestätigte Gillies in den folgenden beiden Jahren, wobei er mit den Friars im Jahre 2015 die Meisterschaft der NCAA als bestes College-Team der Vereinigten Staaten gewann. Beim Finalturnier, den Frozen Four, wurde er zudem als wertvollster Spieler ausgezeichnet, während ihn die Hockey East erneut ins First All-Star Team wählte sowie als Torhüter des Jahres auszeichnete.
Nach drei Jahren in Providence unterzeichnete Gillies im April 2014 einen Einstiegsvertrag bei den Calgary Flames aus der National Hockey League (NHL). Diese setzten ihn seither bei ihrem Farmteam, den Stockton Heat, in der American Hockey League (AHL) ein, während er im April 2017 sein NHL-Debüt für die Flames gab. In der Saison 2017/18 konnte er seine Einsatzzeit in Calgary auf elf Partien steigern, wobei er vor allem mit David Rittich um die Position des Backups hinter Mike Smith konkurrierte.
Nach fünf Jahren in Calgary wurde sein auslaufender Vertrag nach der Spielzeit 2019/20 nicht verlängert, sodass er sich im Oktober 2020 als Free Agent den St. Louis Blues anschloss. Dort erfüllte er einen Einjahresvertrag, wobei er ausschließlich in der AHL bei den Utica Comets eingesetzt wurde. Im Oktober 2021 wechselte Gillies zu den Maine Mariners in die ECHL und kam durch Leihgeschäfte zusätzlich zu Einsätzen in der AHL für die Providence Bruins und Lehigh Valley Phantoms. Zwei Monate später erhielt er einen Vertrag bei seinem Ex-Team St. Louis Blues bis zum Saisonende, nachdem beide etatmäßigen Torhüter für einen kurzen Zeitraum nicht zur Verfügung standen. Nach nur einem Einsatz für die Blues wurde er nur eine Woche nach der Vertragsunterschrift zu den New Jersey Devils transferiert. Dort beendete er die Saison 2021/22, bevor er im Juli 2022 als Free Agent zu den Arizona Coyotes wechselte. Diese wiederum sandten ihn im März 2023 zu den Columbus Blue Jackets, während Jakub Voráček und ein Sechstrunden-Wahlrecht im NHL Entry Draft 2023 nach Arizona wechselten. Für die Blue Jackets kam Gillies zu drei Einsätzen im restlichen Saisonverlauf, sein auslaufender Vertrag wurde über den Sommer hinweg jedoch nicht verlängert.
Es dauerte schließlich bis zum Oktober 2024, ehe der Torwart in den Cincinnati Cyclones aus der ECHL einen neuen Arbeitgeber fand. Als dritter Mann in der Rotation kam Gillies bis Anfang März 2025 zu zwölf Einsätzen, bevor er zum Ligakonkurrenten Orlando Solar Bears transferiert wurde.

### International
Erste internationale Erfahrungen sammelte Gillies beim Ivan Hlinka Memorial Tournament 2011, bei dem er mit dem Team USA den fünften Platz belegte. Anschließend vertrat er die U20-Nationalmannschaft seines Heimatlandes bei den U20-Weltmeisterschaften 2013 und 2014 und errang dabei im Jahre 2013 die Goldmedaille.

## Erfolge und Auszeichnungen
| - 2013 Hockey East Rookie of the Year - 2013 Hockey East All-Rookie Team - 2013 Hockey East First All-Star Team - 2013 Tim Taylor Award - 2013 NCAA East Second All-American Team - 2015 Hockey East Goaltender of the Year | - 2015 Hockey East First All-Star Team - 2015 NCAA East Second All-American Team - 2015 NCAA-Division-I-Championship mit dem Providence College - 2015 NCAA Championship Tournament MVP - 2015 NCAA Championship All-Tournament Team |

### International
- 2013 Goldmedaille bei der U20-Junioren-Weltmeisterschaft

## Karrierestatistik
Stand: Ende der Saison 2023/24

### International
Vertrat die USA bei:
- Ivan Hlinka Memorial Tournament 2011
- U20-Junioren-Weltmeisterschaft 2013
- U20-Junioren-Weltmeisterschaft 2014
- Weltmeisterschaft 2022

(Legende zur Torhüterstatistik: GP oder Sp = Spiele insgesamt; W oder S = Siege; L oder N = Niederlagen; T oder U oder OT = Unentschieden oder Overtime- bzw. Shootout-Niederlage; Min. = Minuten; SOG oder SaT = Schüsse aufs Tor; GA oder GT = Gegentore; SO = Shutouts; GAA oder GTS = Gegentorschnitt; Sv% oder SVS% = Fangquote; EN = Empty Net Goal; 1 Play-downs/Relegation; Kursiv: Statistik nicht vollständig)